# Joe Donoghue
Joseph F. Donoghue (Newburgh, 11 februari 1871 – New York, 1 april 1921) was een Amerikaans langebaanschaatser en de eerste onofficiële wereldkampioen.

## Biografie
Joe Donoghue werd geboren in een gezin met twee broers en drie zussen die ook allen verdienstelijk schaatsten. Donoghue reed zijn wedstrijden op schaatsen die veel langer dan gebruikelijk waren in die tijd. Hierdoor kon hij met zijn handen op zijn rug rijden en had hij een veel rustiger slag dan zijn tegenstanders. Iets wat hem waarschijnlijk veel voordeel bood. Hij had de eigenaardige gewoonte om tijdens het schaatsen voortdurend zijn neus te snuiten in een primitieve zakdoek.
Donoghue werd de eerste (onofficiële) wereldkampioen allround in 1891. Al vanaf 1889 werden er allround kampioenschappen verreden, maar slechts de winnaar van alle drie de afstanden mocht zich wereldkampioen allround noemen. In 1889 was Donoghue er zelf verantwoordelijk voor dat de Rus Aleksandr Pansjin niet de 2 mijl won en daardoor niet de derde afstandsoverwinning behaalde. In 1891 moesten de schaatsers drie van de vier afstanden winnen om wereldkampioen te worden. Donoghue won echter alle afstanden en werd daarmee de verdiende kampioen, mede doordat hij alle afstanden met ruime voorsprong won.

## Records

### Wereldrecords
| Nr. | Afstand         | Afstand   | Datum           | Baan     |
| --- | --------------- | --------- | --------------- | -------- |
| 1.  | Werelduurrecord | 26.292 m* | 26 januari 1893 | Stamford |

| * | = officieus wereldrecord |

## Resultaten
| Jaar | WK Allround |
| ---- | ----------- |
| 1889 | (2)         |
| 1890 | -           |
| 1891 | Goud        |

### Medaillespiegel
| Kampioenschap | Goud | Zilver | Brons |
| ------------- | ---- | ------ | ----- |
| WK Allround   | 1    | (1)    | 0     |